# Хайнроде-Хайнлайте
Хайнроде-Хайнлайте (нем. Hainrode (Hainleite)) — община в Германии, в земле Тюрингия. 
Входит в состав района Нордхаузен. Подчиняется управлению Хайнлайте.  Население составляет 377 человек (на 31 декабря 2010 года). Занимает площадь 8,76 км².